# Farní sbor Českobratrské církve evangelické v Horních Vilémovicích

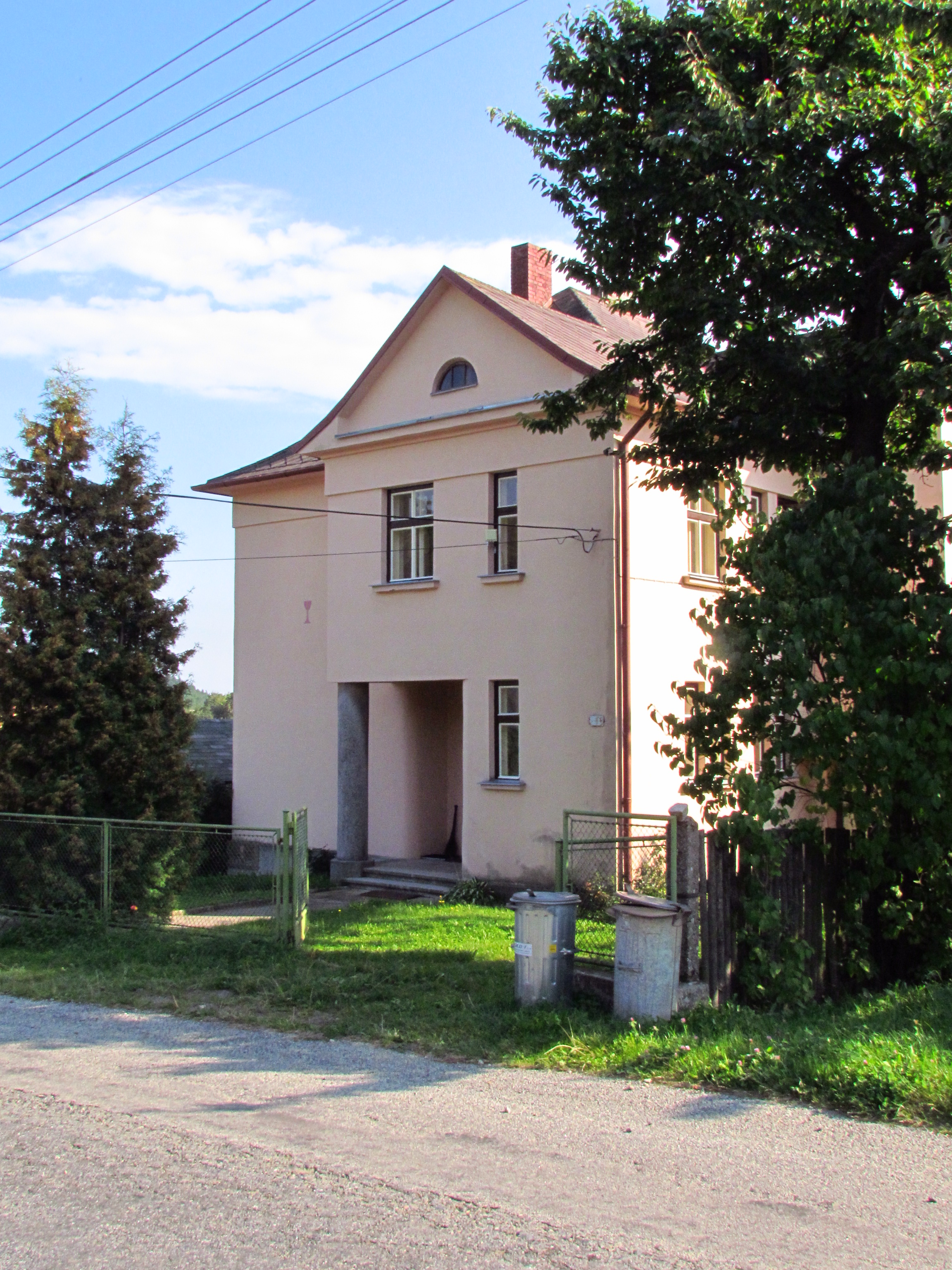
Fara v Horních Vilémovicích

Farní sbor Českobratrské církve evangelické v Horních Vilémovicích je územní sbor Českobratrské církve evangelické v Horních Vilémovicích a s kazatelskou stanicí v Kralicích nad Oslavou. Je jedním ze sborů, které tvoří Horácký seniorát. Sbor vznikl po vydání Tolerančního patentu, roku 1783, jako sbor helvetského vyznání.
V zimním období se bohoslužby konají v sále na faře, v letním období v kostele.
Administrátorem sboru je Filip Boháč, kurátorkou Bohuslava Koukalová.

## Faráři sboru
- 1784–1793 Štěpán Vassarhely
- 1793–1794 Jakub Theofil Štětina
- 1796–1798 Antonín Štorch
- 1798–1800 Josef Gerža
- 1801–1806 Jan Fabri
- 1807–1810 Matěj Hykl
- 1810–1812 Josef Janko
- 1813–1832 Jan Vavruška
- 1832–1863 Jan Voškrda
- 1863–1894 Karel Švanda
- 1898–1924 Jaroslav Urbánek
- 1927–1929 Josef Závodský
- 1933–1945 Josef Bednář
- 1946–1962 Jiří Nedvěd
- 1970–1973 Jiří Petřík
- 1973–1978 Ilja Burian
- 1981–1986 Jiří Staněk
- 1988–2001 Pavel Keřkovský
- 2001–2013 Leonardo Teca
- 2013–2019 Alois Němec
- 2019–2022 Jan Jun
- od 2022 Filip Boháč